# Material Product System
Material Product System – system rachunków narodowych używany w dawnych krajach bloku wschodniego oraz innych państwach komunistycznych. Do dziś używa go tylko Kuba i Korea Północna - inne państwa korzystają z systemu rachunków UNSNA. MPS do dochodu narodowego wlicza fizycznie wyprodukowane dobra, pomija natomiast większość usług. Stąd w praktyce dochód narodowy obliczony za pomocą MPS jest mniejszy od dochodu liczonego za pomocą UNSNA.